# Podologia
Podologia, podiatria – dziedzina medycyny zajmująca się diagnozowaniem i leczeniem (także chirurgicznym w wypadku lekarza) chorób stopy i stawu skokowo-goleniowego. Zabiegi podologiczne mają różnoraki charakter i wymagają od osoby praktykującej ten zawód wiedzy z zakresu nauk medycznych, tj.: diabetologia, dermatologia, chirurgia, ortopedia, opatrywania ran, technik zaopatrzenia ortopedycznego (ortezy, wkładki ortopedyczne). Podolodzy szczególnie często zajmują się profilaktyką i leczeniem stóp sportowców. W Polsce podologia jest jeszcze dziedziną raczkującą. Brak regulacji prawnych dotyczących zakresu działania i kompetencji, które w różnych krajach różnie wyglądają.
Z zabiegów podologicznych przede wszystkim powinni korzystać pacjenci ograniczeni ruchowo, dotknięci chorobami skóry, kości i stawów, chorobami przemiany materii (cukrzyca), pacjenci z wadliwym ustawieniem stóp i deformacjami palców (haluksy, palce krogulcze), z dolegliwościami na stopach, takimi jak.: odciski, modzele, brodawki a także wrastające oraz grzybicze paznokcie, pocące się stopy czy pękające pięty.

## Podologia w Europie

### Podologia w Niemczech
W Niemczech zawód podologa istnieje od 2002 roku na podstawie ustawy o nazwie „Podologengesetz” (PodG) z 1.01.2002. Podologia jest tu dziedziną nielekarskiej, medycznej pielęgnacji stóp zdrowych, chorych lub zagrożonych chorobami na skutek np. następstw długotrwałej cukrzycy, niewydolności układu krwionośnego, dziedzicznych lub nabytych deformacji stóp i palców.
Specjalizacja ta wykształciła się w z zawodu pedicurzysty po wielu latach walk i dyskusji w szkołach podologicznych, na forach lekarskich, ubezpieczeniowych i wśród pacjentów.
Najbardziej o ustanowienie zawodu walczyli sami pedicurzyści, którzy widzieli, jak straszne konsekwencje mogą mieć nieprawidłowo czy niehigienicznie wykonywane zabiegi: wrastające paznokcie, infekcje, odciski podpaznokciowe i w wale paznokciowym, grzybice, niegojące się rany, do amputacji włącznie.
Od momentu wejścia w życie ustawy PodG tytułu podologa mogą używać tylko te osoby, którzy ukończyły dwuletnie, dzienne lub trzyletnie zaoczne towarzyszące pracy w gabinecie podologicznym studium podologiczne i zdały egzamin przed państwową komisją.
Niemieccy podolodzy pracują najczęściej jako samodzielni usługodawcy we własnych gabinetach, mających zezwolenie na współpracę z kasami chorych (KK), wielu pracuje na umowę zlecenie w spółdzielniach lekarskich lub są zatrudniani przez szpitale lub przychodnie specjalizujące się w obsłudze chorych na cukrzycę (Fussambulanz). Podolodzy mogą integrować się z grupami interdyscyplinarnymi, w skład których wchodzą specjaliści: lekarz domowy, diabetolog, dermatolog, flebolog, chirurg, ortopeda, technik ortopedyczny, pielęgniarka społeczna, fizjoterapeuta, ergoterapeuta.
Podwyższenie kwalifikacji w zawodzie podologa można obecnie w Niemczech uzyskać na nowo powołanych Studiach Podologicznych (od r.2012). Studia te trwają 3 lata i kończą się po zdanym egzaminie tytułem „Bachelor of Scince in Podologie” (B.Sc. Podologie). Kontynuacją tych studiów ma być planowane Master – Studium, które może skończyć się pracą doktorską.
Te naukowo-medyczne studia są pierwszym krokiem w kierunku akademizowania zawodu i kształcenia w kierunku podologicznym. Równocześnie przybliżają one podologię niemiecką do podologii międzynarodowej. Ten nowy kierunek studiów zainicjowany został przez Institut für Körperbezogene Therapien (IKT) mający swoje korzenie w Steinbeins-Hochschule Berlin.

### Podologia w Szwajcarii
Podolodzy w Szwajcarii są bardzo rozpowszechnioną i uznaną grupą zawodową. Ramy prawne zawodu różnią się tu jednak znacznie od niemieckich. W Szwajcarii obowiązuje 3-letnie pełne wykształcenie zawodowe, które kończy się poświadczeniem umiejętności otrzymywanym od Stowarzyszenia Podologicznego/Związku Zawodowego podolog EFZ (eidgenössichem Fähigkeitszeugnis, studium podologiczne) i zdały egzamin przed państwową komisją.
Samodzielna praca zawodowa we własnym gabinecie podologicznym wymaga w większości kantonów dalszego kształcenia w celu osiągnięcia tytułu Podolog HF (Höhere Fachschule). Studium podologa dyplomowanego kładzie szczególny nacisk na pracę z pacjentami z grupy ryzyka. Kształcenie w połączeniu z pracą zawodową trwa tam 3 lata i obejmuje 3600 godzin lekcyjnych.

### Podologia we Francji
We Francji istnieje 11 podologicznych szkół wyższych, które przygotowują uczniów do państwowego egzaminu kończącego się dyplomem podologa. Studia można kontynuować w systemie Bachelor oraz Master (dalej studia doktoranckie). Przyjęcie na studia odbywa się najczęściej na zasadzie egzaminu kwalifikacyjnego, a warunkiem dopuszczenia do egzaminu jest matura. Oprócz szkół państwowych istnieją tu również szkoły prywatne, a kształcenie obejmuje 3 lata teorii i praktyki. Zakres kompetencji pracy jest bardzo zbliżony do profilu niemieckiego. We Francji także, jedynie na zlecenie lekarskie przeprowadzanie terapii podologicznej. Zarówno techniczne metody diagnostyczne (np. Roentgen), jak i zabiegi operacyjne są dla podologów we Francji, podobnie jak w Niemczech niedozwolone. Podolog francuski jednak ma prawo (umiejętność) zaopatrzenia swoich pacjentów w indywidualne wkładki ortopedyczne, podobnie jak mogą to robić francuscy technicy ortopedyczni.

### Podologia w Hiszpanii
W Hiszpanii podologię studiuje się na wydziale medycyny, a efektem ukończenia studiów jest tytuł akademicki. Następnym krokiem w karierze są studia Master, po nich praca doktorska. Studia oferowane przez 12 uniwersytetów trwają z reguły 4 lata, a w ich trakcie studiujący pragnący otrzymać dyplom powinni zebrać 240 ECTS (European Credit Transfer and Accumulation System). Tematem studiów oprócz typowo medycznych, tj. anatomia, fizjologia, biomechanika i patologia są również radiologia, farmakologia oraz specjalistyczna chirurgia stopy. Podolog hiszpański zatem w celu postawienia diagnozy prowadzić może samodzielne badania oraz samodzielnie dobierać rodzaj terapii, którą może być także lokalna operacja stopy.

### Podologia w Portugalii
Zakres kompetencji podologów portugalskich jest podobny do modelu hiszpańskiego. Oni również mogą przeprowadzać na stopach małe operacje. W Portugalii można było już od roku 1994 studiować podologię, ale dopiero od 1997 można otrzymać stopień akademicki i dyplom. Portugalia była też pierwszym krajem europejskim, który wprowadził studia podologiczne w stopniu Bachelor i Master zgodnie z Procesem Bolońskim. W związku z tym regularne studia trwają tam 3 lata (6semestrów), następne 2 lata (8 semestrów) potrzebne są do uzyskania tytułu Bachelor oraz dalsze 2 (10 semestrów) do otrzymania tytułu Master of Podologie (300 ECTS). Podolodzy portugalscy intensywnie współpracują z latynamerykańskimi podologami w Brazylii organizując regularnie wspólne spotkania i kongresy.

### Podologia w Grecji
W Grecji do dzisiaj nie ma regulacji prawnej dla zawodu podologa, dlatego nie należy on do grupy zawodów medycznych. Wielu podologów uprawiających ten zawód w Grecji zdobyło swoje kwalifikacje zawodowe w innych krajach. Ponieważ jednak nie istnieją tam żadne przepisy, ani kontrole mianem podologicznych zabiegów, podobnie jak w Polsce, określane są w Grecji zabiegi pedicure'u czy kosmetyczne zabiegi na stopach. Kształcenie zapoczątkowują kursy pielęgnacji stóp, a kończą wysoko wykwalifikowane szkoły zawodowe (od 2 do 4 lat) z egzaminem państwowym. Ideą pracujących w Grecji podologów jest powołanie tego zawodu na listę zawodów medycznych, czego domagają się w założonym przez siebie Stowarzyszeniu Podologicznym.